# الکساندر نیکولایف (بازیکن فوتبال)
الکساندر نیکولایف (روسی: Александр Игоревич Николаев؛ زادهٔ ۱۱ مهٔ ۱۹۹۳) بازیکن فوتبال اهل روسیه است.